# Lapptäckvävare
Lapptäckvävare (Macrargus multesimus) är en spindelart som först beskrevs av O. Pickard-Cambridge 1875.  Lapptäckvävare ingår i släktet Macrargus och familjen täckvävarspindlar. Arten är reproducerande i Sverige. Inga underarter finns listade i Catalogue of Life.